# NPO法人あいだ
NPO法人あいだは、主に埼玉県熊谷市で活動する特定非営利活動法人（NPO）である。心は人と人のあいだにあるという考え方が法人名の由来と思われる。NPOあいだと略称し、貧困対策や若者の自立に焦点を当てた活動を行っている。

## 概要
熊谷神経クリニックの院長であった奥野洋子を代表として、2018年7月に設立された。自立援助ホームの運営、子ども食堂事業などを行っている。
子ども食堂事業では、こども食堂運営上の課題の1つである開催場所の問題に対して、キッチンカーを利用した移動式とすることで対応している。

## 沿革
- 2018年7月：NPO法人あいだを設立
- 2019年4月：自立援助ホームを開設
- 2020年1月：熊谷で移動式子ども食堂を開催
- 2020年11月：子ども食堂を熊谷で毎月開催とする
- 2021年8月：中学生を対象とした学習支援を開始
- 2022年4月：子ども食堂の埼玉県外での実施のサポートを開始

## 事業内容
- 自立援助ホームの運営　・・・　児童や青少年が仕事に就き、自立するまでの基礎を育むための寄宿舎
- 子ども食堂事業　・・・　商業キッチンカーに食事提供を委託する、移動式の子ども食堂
- 中高生への学習支援

## 主なメディア掲載
- 2020年1月21日 熊谷経済新聞に子ども食堂事業が掲載
- 2020年1月29日 毎日新聞に子ども食堂事業が掲載
- 2022年3月29日 埼玉新聞に子ども食堂事業が掲載
- 2022年9月6日 日本経済新聞に子ども食堂事業が掲載
- 2022年10月2日 テレビ朝日「しあわせのたね。」に子ども食堂事業が取り上げられる
- 2023年1月2日 埼玉新聞に自立援助ホームの取り組みが掲載